# Natečaj kraljice Elizabete
Natečaj kraljice Elizabete (nizozemsko Koningin Elisabethwedstrijd, francosko Concours musical international Reine Élisabeth) je mednarodno tekmovanje za glasbene ustvarjalce na začetku kariere, ki se odvija v Bruslju. Tekmovanje je dobilo ime po belgijski kraljici Elizabeti (1876–1965). Vključuje kategorije za klasične violiniste (od leta 1937 do danes), pianiste (od leta 1938), pevce (od leta 1988) in violončeliste (od leta 2017). V letih od 1953 do 2012 je bil tudi mednarodni natečaj za skladatelje.
Od svoje ustanovitve velja za eno najzahtevnejših in najprestižnejših tekmovanj za instrumentaliste. Leta 1957 je bil natečaj kraljice Elizabete eden izmed ustanovnih članic Svetovne zveze mednarodnih glasbenih tekmovanj.